# Gebauer & Griller
Gebauer & Griller (GG Group) ist ein österreichisches Unternehmen in Familienbesitz mit Sitz in Wien. Es wurde 1940 gegründet und stellt elektrische Drähte, Kabel und Leitungssysteme  für die Automobilindustrie und den Industriebedarf her.
Das Unternehmen betreibt Produktionsstandorte in Österreich, in Tschechien, in der Republik Moldau sowie in Mexiko und in China und hat Vertriebs- und Entwicklungsbüros in Deutschland, Italien und den USA.

## Geschichte
Gebauer & Griller wurde 1940 von Karl Griller und Heinrich Gebauer in Wien als Handelsagentur für Rohstoffe und Halbfabrikate gegründet. In Linz eröffnete Gebauer & Griller 1946 ein Metallwerk zur Erzeugung von Heizleitern und Widerstandsdrähten.
In den 1960er Jahren wuchs das Unternehmen zu einem Hersteller von Kunststoffkabeln und -leitungen. Gebauer & Griller entwickelte ein Unterwasser-Telefonkabel mit Kunststoffisolierung, das erstmals in Österreich zum Einsatz kam.
1975 eröffnete Gebauer & Griller ein Kabelwerk im niederösterreichischen Poysdorf.
2010 wurde in Bangalore, Indien eine Produktionsstätte zur Herstellung von Aufzugsleitungen und Photovoltaikelementen eröffnet, 2012 in Bălți, Republik Moldau ein Werk zur Erzeugung von Autoleitungen. 2013 wurde eine Produktionsstätte in Veľké Leváre, Slowakei für konfektionierte Produkte für die Aufzug- und Fahrtreppenindustrie gegründet. In San Juan del Río, Mexiko entstand 2014 ein Werk für Batteriekabelsätze und Versorgungsleitungen für die Automobilindustrie.
2017 wurden die Produktionsstandorte in Mexiko und Republik Moldau erweitert. In Shenyang eröffnete das erste Werk von Gebauer & Griller in der Volksrepublik China.
2020 gliederte das Unternehmen den Bereich Aufzugszubehör, bestehend aus der im Wiener Hauptquartier angesiedelten Vertriebseinheit und zweier Produktionsstandorte in Velké Leváre, Slowakei und Bangalore, Indien sowie den Produktionsstandort Metallwerk in Linz, an dem Wickeldrähten aus Aluminium und Kupfer sowie zu Drähten und Stangen aus Nickelbasislegierungen verarbeitet werden, aus. Die Ressourcen des Unternehmens sollen auf die Automobilindustrie E-Mobilität, autonomes Fahren und Digitalisierung konzentriert werden.
2021 eröffnete GG das Regional Customer Service Center Shanghai, China. Im Fokus stehen Kunden in der APAC Region sowie das Design und die Entwicklung von Kabelbäumen und Komponenten für die Automobilindustrie.

## Geschäftsbereiche

### Automotive
Gebauer & Griller entwickelt und produziert Leitungen, Kabelsätze und Komponenten zur Energie-, Daten- und Signalübertragung sowie zur Versorgung elektrischer Verbraucher in Fahrzeugen. 2017 lieferte Gebauer & Griller unter anderem Starter-/Generator-Leitungssätze und Aluminiumleitungssätze für Modelle von Audi, Bentley, BMW und Porsche.

### Industrie
Das Werk in Poysdorf fertigt Feldbusleitungen und Industrial Ethernet Leitungen für die industrielle Anwendung.